# Островерхівка
Острове́рхівка — село в Україні, в Миргородському районі Полтавської області. Населення становить 164 осіб. Входить до складу Гадяцької міської громади.
Після ліквідації Гадяцького району у липні 2020 року увійшло до Миргородського району.

## Географія
Село Островерхівка розташоване між селами Біленченківка та Оріханове (0,5 км). По селу тече струмок, що пересихає із заґатою. Поруч пролягає автомобільний шлях Т 1705.

## Історія
- 1870 — дата заснування.
- Село постраждало внаслідок геноциду українського народу, проведеного окупаційним урядом СССР 1923–1933 та 1946-1947 роках.
- До 2018 року орган місцевого самоврядування — Біленченківська сільська рада.